# Otomops
Otomops é um gênero de morcegos da família Molossidae.

## Espécies
- Otomops formosus Chasen, 1939
- Otomops johnstonei Kitchener, How & Maryanto, 1992
- Otomops madagascariensis Dorst, 1953
- Otomops martiensseni (Matschie, 1897)
- Otomops papuensis Lawrence, 1948
- Otomops secundus Hayman, 1952
- Otomops wroughtoni (Thomas, 1913)